# Jean-Pierre Vigier (hockey sur glace)
Pour les articles homonymes, voir Vigier et Jean-Pierre Vigier.
Jean-Pierre Vigier, né le 11 septembre 1976 à Notre-Dame-de-Lourdes (province du Manitoba-Canada), est un joueur professionnel canadien de hockey sur glace.

## Carrière
Franco-manitobain d'origine, Vigier joignit les rangs de l'université du Nord du Michigan et son club de hockey, les Wildcats de la Central Collegiate Hockey Association qui fait partie du Championnat NCAA de hockey sur glace.
N'ayant pas été repêché par une équipe professionnelle, il dut attendre à la fin de la saison 1999-2000 avant de voir une équipe de la Ligue nationale de hockey s'intéresser à lui. Au mois d'avril 2000, les Thrashers d'Atlanta lui offrent un contrat et Vigier se joint immédiatement à leur filiale dans la Ligue internationale de hockey, les Solar Bears d'Orlando.
La saison suivante, il ne joue que deux rencontres avec les Thrashers mais se démarque avec les Solar Bears et aide ceux-ci à remporter la dernière Coupe Turner de l'histoire de la LIH. Il rejoint pour la saison 2001-2002, les Wolves de Chicago de la Ligue américaine de hockey, nouveau club affilié aux Thrashers et partage pour les deux saisons suivantes son temps de jeu entre la LNH et la LAH, remportant au passage la Coupe Calder à sa première saison avec les Wolves.
Il joue la saison de 2003-2004 au complet avec Atlanta avant de se rapporter au Wolves durant le lock-out que connut la LNH en 2004-2005. Il retourne avec les Thrashers pour les deux saisons suivantes avant de devenir agent libre en 2007, il signe alors un contrat avec le Genève-Servette Hockey Club de la Ligue nationale A en Suisse, rejoignant ainsi son ami et ancien coéquipier avec les Thrashers, Serge Aubin. Il rejoint ensuite en 2009 le CP Berne.

## Statistiques
| Saison     | Équipe                        | Ligue      |     | Saison régulière | Saison régulière | Saison régulière | Saison régulière | Saison régulière |   | Séries éliminatoires | Séries éliminatoires | Séries éliminatoires | Séries éliminatoires | Séries éliminatoires |
| Saison     | Équipe                        | Ligue      | PJ  | B                | A                | Pts              | Pun              | PJ               | B | A                    | Pts                  | Pun                  |                      |                      |
| 1996-1997  | Wildcats de Northern Michigan | WCHA       | 36  | 10               | 14               | 24               | 54               | -                | - | -                    | -                    | -                    |                      |                      |
| 1997-1998  | Wildcats de Northern Michigan | CCHA       | 36  | 12               | 15               | 27               | 60               | -                | - | -                    | -                    | -                    |                      |                      |
| 1998-1999  | Wildcats de Northern Michigan | CCHA       | 42  | 21               | 18               | 39               | 80               | -                | - | -                    | -                    | -                    |                      |                      |
| 1999-2000  | Wildcats de Northern Michigan | CCHA       | 39  | 18               | 17               | 35               | 72               | -                | - | -                    | -                    | -                    |                      |                      |
| 1999-2000  | Solar Bears d'Orlando         | LIH        | 3   | 1                | 0                | 1                | 0                | -                | - | -                    | -                    | -                    |                      |                      |
| 2000-2001  | Thrashers d'Atlanta           | LNH        | 2   | 0                | 0                | 0                | 0                | -                | - | -                    | -                    | -                    |                      |                      |
| 2000-2001  | Solar Bears d'Orlando         | LIH        | 78  | 23               | 17               | 40               | 66               | 16               | 6 | 6                    | 12                   | 14                   |                      |                      |
| 2001-2002  | Thrashers d'Atlanta           | LNH        | 15  | 4                | 1                | 5                | 4                | -                | - | -                    | -                    | -                    |                      |                      |
| 2001-2002  | Wolves de Chicago             | LAH        | 62  | 25               | 16               | 41               | 26               | 21               | 7 | 7                    | 14                   | 20                   |                      |                      |
| 2002-2003  | Thrashers d'Atlanta           | LNH        | 13  | 0                | 0                | 0                | 4                | -                | - | -                    | -                    | -                    |                      |                      |
| 2002-2003  | Wolves de Chicago             | LAH        | 63  | 29               | 27               | 56               | 54               | 9                | 3 | 1                    | 4                    | 4                    |                      |                      |
| 2003-2004  | Thrashers d'Atlanta           | LNH        | 70  | 10               | 8                | 18               | 22               | -                | - | -                    | -                    | -                    |                      |                      |
| 2004-2005  | Wolves de Chicago             | LAH        | 76  | 29               | 41               | 70               | 56               | 18               | 5 | 6                    | 11                   | 19                   |                      |                      |
| 2005-2006  | Thrashers d'Atlanta           | LNH        | 41  | 4                | 6                | 10               | 40               | -                | - | -                    | -                    | -                    |                      |                      |
| 2006-2007  | Thrashers d'Atlanta           | LNH        | 72  | 5                | 8                | 13               | 27               | -                | - | -                    | -                    | -                    |                      |                      |
| 2007-2008  | Genève-Servette HC            | LNA        | 46  | 15               | 19               | 34               | 46               | 12               | 7 | 6                    | 13                   | 10                   |                      |                      |
| 2008-2009  | Genève-Servette HC            | LNA        | 35  | 20               | 12               | 32               | 53               | 2                | 1 | 0                    | 1                    | 2                    |                      |                      |
| 2009-2010  | CP Berne                      | LNA        | 49  | 13               | 25               | 38               | 50               | 14               | 7 | 7                    | 14                   | 6                    |                      |                      |
| 2010-2011  | CP Berne                      | LNA        | 49  | 17               | 16               | 33               | 60               | 4                | 0 | 2                    | 2                    | 4                    |                      |                      |
| 2011-2012  | CP Berne                      | LNA        | 37  | 7                | 7                | 14               | 24               | 3                | 0 | 0                    | 0                    | 4                    |                      |                      |
| Totaux LNH | Totaux LNH                    | Totaux LNH | 213 | 23               | 23               | 46               | 97               | -                | - | -                    | -                    | -                    |                      |                      |

## Honneurs et trophées
- Central Collegiate Hockey Association
  - Membre de la deuxième équipe d'étoiles en 1999.
- Membre de l'équipe All-Tournament (les meilleurs joueurs en séries éliminatoires) en 1999
- Ligue internationale de hockey
  - Vainqueur de la Coupe Turner en 2001.
- Ligue américaine de hockey
  - Vainqueur de la Coupe Calder en 2002.
  - Membre de la deuxième équipe d'étoiles en 2005.

### Transactions
- 20 avril 2000 : signe à titre d'agent libre avec les Thrashers d'Atlanta.
- été 2007 : signe à titre d'agent libre avec le Genève-Servette Hockey Club de la Ligue Nationale A en Suisse.